# Hàng hóa công cộng

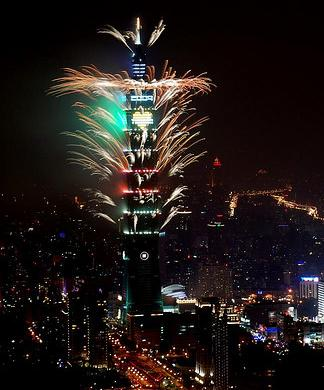
Màn trình diễn pháo hoa là hàng hóa công cộng bởi nó vừa không mang tính cạnh tranh (một cá nhân sử dụng không làm ảnh hưởng đến giá trị và tính có thể sử dụng của nó đối với cá nhân khác) vừa không mang tính loại trừ (không thể ngăn cản mọi người hưởng giá trị sử dụng của nó).

Trong kinh tế học, Hàng hóa công cộng hay dịch vụ công cộng là hàng hóa và dịch vụ mang hai tính chất: không cạnh tranh và không thể loại trừ; theo đó không thể loại trừ một cách hiệu quả các cá nhân khỏi việc sử dụng hàng hóa công cộng và việc một cá nhân sử dụng loại hàng hóa này không làm ảnh hưởng đến giá trị và tính có thể sử dụng của nó đối với cá nhân khác. Theo Gravelle và Rees: "Đặc điểm xác định hàng hóa công cộng là việc tiêu dùng của một cá nhân không thực sự hay có khả năng làm giảm giá trị sẵn có để nó được tiêu dùng bởi cá nhân khác".
Một vài ví dụ về hàng hóa công cộng bao gồm tri thức và thông tin, an ninh quốc gia, hệ thống kiểm soát lũ lụt, hải đăng, đèn đường. Một số loại có thể là hàng hóa công cộng phụ thuộc các điều kiện nhất định. Ví dụ, đường sá là hàng hóa công cộng cho đến chừng nào mà chúng không bị ách tắc, điều này đem lại cho chúng tính không cạnh tranh. Tri thức và thông tin có thể chuyển đổi thành loại hàng hóa bán công cộng bởi các đạo luật sở hữu trí tuệ mà qua đó sẽ ngăn chặn việc mọi người khai thác và sử dụng chúng. Những hàng hóa công cộng mà sẵn có ở khắp mọi nơi đôi khi được gọi là hàng hóa công cộng toàn cầu.
Nhiều loại hàng hóa công cộng tại một số thời điểm dễ bị khai thác sử dụng quá mức dẫn tới những ảnh hưởng ngoại lai tiêu cực tác động đến tất cả mọi người sử dụng; ví dụ như ô nhiễm không khí và tắc nghẽn giao thông. Các vấn đề của hàng hóa công cộng thường có liên quan chặt chẽ tới vấn đề "kẻ đi xe không trả tiền", trong đó những người không chịu gánh vác những chi phí cần thiết để hàng hóa công cộng duy trì được cung cấp vẫn có thể tiếp tục tiếp cận sử dụng hàng hóa đó. Bởi vậy, hàng hóa có thể bị sản xuất ở mức thấp dưới ngưỡng cần thiết hay mong muốn, bị lạm dụng hoặc giảm giá trị. Ngoài ra, hàng hóa công cộng còn có thể trở thành đối tượng bị hạn chế tiếp cận và rồi có thể được xem như hàng hóa bán công cộng hay hàng hóa tư nhân. Các cơ chế loại trừ bao gồm bản quyền, bằng sáng chế, phí ùn tắc, và truyền hình trả tiền.
Đã có nhiều cuộc tranh luận và tài liệu bàn về việc làm thế nào để xác định tầm quan trọng của các vấn đề liên quan tới hàng hóa công cộng trong nền kinh tế, hay cũng như để tìm ra những biện pháp khắc phục tối ưu.

## Tính chất của hàng hóa công cộng
- Không thể loại trừ: tính chất không thể loại trừ cũng được hiểu trên góc độ tiêu dùng, hàng hóa công cộng một khi đã cung cấp tại một địa phương nhất định thì không thể hoặc rất tốn kém nếu muốn loại trừ những cá nhân không trả tiền cho việc sử dụng hàng hóa của mình. Ví dụ: quốc phòng là một hàng hóa công cộng nhưng quân đội không thể chỉ bảo vệ những người trả tiền và không bảo vệ những ai không trả tiền. Đối lập với hàng hóa công cộng, hàng hóa cá nhân có thể loại trừ một cách dễ dàng, ví dụ: bảo vệ rạp hát sẽ ngăn cản những người không có vé vào xem.
- Không cạnh tranh: tính chất không cạnh tranh được hiểu trên góc độ tiêu dùng, việc một cá nhân này đang sử dụng hàng hóa đó không ngăn cản những người khác đồng thời cũng sử dụng nó. Ví dụ pháo hoa khi bắn lên thì tất cả mọi người đều có thể được hưởng giá trị sử dụng của nó. Điều này ngược lại hoàn toàn so với hàng hóa cá nhân: chẳng hạn một con gà nếu ai đó đã mua thì người khác không thể tiêu dùng con gà ấy được nữa. Chính vì tính chất này mà người ta cũng không mong muốn loại trừ bất kỳ cá nhân nào trong việc tiêu dùng hàng hóa công cộng.

## Hàng hóa công cộng thuần túy và không thuần túy
Trong thực tế, có một số hàng hóa công cộng có đầy đủ hai tính chất nêu trên như quốc phòng, ngoại giao, đèn biển, phát thanh...Các hàng hóa đó có chi phí biên để phục vụ thêm một người sử dụng bằng 0, ví dụ đài phát thanh một khi đã xây dựng xong thì nó ngay lập tức có thể phục vụ tất cả mọi người, kể cả dân số luôn tăng.
Tuy nhiên có nhiều hàng hóa công cộng không đáp ứng một cách chặt chẽ hai tính chất đó ví dụ đường giao thông, nếu có quá đông người sử dụng thì đường sẽ bị tắc nghẽn và do đó những người tiêu dùng trước đã làm ảnh hưởng đến khả năng tiêu dùng của những người tiêu dùng sau. Đó là những hàng hóa công cộng có thể tắc nghẽn. Một số hàng hóa công cộng mà lợi ích của nó có thể định giá thì gọi là hàng hóa công cộng có thể loại trừ bằng giá. Ví dụ đường cao tốc, cầu...có thể đặt các trạm thu phí để hạn chế bớt số lượng người sử dụng nhằm tránh tắc nghẽn.

## Hàng hóa công cộng quốc gia và hàng hóa công cộng địa phương
- Hàng hóa công cộng quốc gia: do chính quyền trung ương cung cấp cho toàn bộ quốc gia. Những loại hàng hóa có cả hai tính chất trên ở mức cao sẽ thường được xếp vào hàng hóa công cộng quốc gia. Một số hàng hóa công cộng quốc gia tiêu biểu là ngoại giao, quốc phòng, chính sách lưu thông tiền tệ, v.v…
- Hàng hóa công cộng địa phương: do chính quyền địa phương cung cấp chủ yếu cho công dân địa phương. Hàng hóa công cộng địa phương thường chỉ mang một trong hai tính chất nói trên hoặc mang cả hai tính chất nhưng ở mức độ không cao. Một số hàng hóa công cộng địa phương tiêu biểu là giáo dục phổ cập, y tế cộng đồng, vệ sinh môi trường, cung cấp nước sạch, v.v…
- Hơn nữa, tính không cạnh tranh trong tiêu dùng của hàng hóa công cộng không bó hẹp trong phạm vi địa phương, quốc gia mà còn có tính chất quốc tế. Tri thức có thể coi là một hàng hóa công cộng quốc tế, mọi người dân trên thế giới đều có thể được hưởng lợi ích do tri thức đem lại.

## Cung cấp hàng hóa công cộng

### Cung cấp hàng hóa công cộng một cách có hiệu quả
- Điều kiện Samuelson: muốn xác định mức cung cấp hàng hóa công cộng một cách hiệu quả, cần xác định đường cung và đường cầu của nó. Mỗi cá nhân có một ngân sách nhất định và có nhu cầu khác nhau về hàng hóa công cộng (G) và hàng hóa cá nhân (X), nếu giá của hàng hóa công cộng là t (mức thuế cá nhân phải trả) và của hàng hóa cá nhân là p thì đường ngân sách của cá nhân sẽ có dạng: I = pX + tG. Ở mỗi mức thuế khác nhau, cá nhân sẽ có cầu về hàng hóa công cộng khác nhau và để tối đa hóa lợi ích, mỗi cá nhân sẽ có tỷ suất thay thế biên giữa hàng hóa công cộng và hàng hóa cá nhân bằng tỷ số giá giữa chúng (t/p). Đường cầu của mỗi cá nhân về hàng hóa công cộng cũng chính là tỷ suất thay thế biên nên đường cầu tổng hợp của tất cả các cá nhân là tổng tỷ suất thay thế biên. Mặt khác đường cung về hàng hóa công cộng phản ánh chi phí biên mà xã hội phải bỏ ra để sản xuất nó và để tối ưu hóa lợi ích, đường cung này cũng chính là tỷ suất chuyển đổi biên giữa hàng hóa công cộng và hàng hóa cá nhân. Nhà kinh tế học Paul Samuelson đã chứng minh rằng, để hàng hóa công cộng được cung cấp một cách hiệu quả thì tổng tỷ suất thay thế biên của các cá nhân phải bằng tỷ suất chuyển đổi biên hay tổng giá trị mà các cá nhân đánh giá đối với đơn vị hàng hóa công cộng cuối cùng bằng chi phí tăng thêm cho xã hội để sản xuất nó. Dó chính là điều kiện Samuelson về cung cấp hiệu quả hàng hóa công cộng. Tuy vậy, kể cả khi đã xác định được mức cung cấp hiệu quả thì việc thực thi chúng lại còn phụ thuộc vào quá trình lựa chọn công cộng nên không phải lúc nào cũng đạt được mức hiệu quả
- Cân bằng Lindahl: theo các điều kiện của hiệu quả Pareto, hàng hóa công cộng sẽ được cung cấp một cách hiệu quả nếu tổng giá trị mà các cá nhân đánh giá đối với đơn vị hàng hóa công cộng cuối cùng bằng chi phí tăng thêm đối với xã hội để cung cấp nó. Tuy nhiên vấn đề đặt ra là hàng hóa công cộng thuần túy không có thị trường để trao đổi như hàng hóa cá nhân, nơi mà cân bằng thị trường do cung cầu quyết định, do vậy việc xác định điểm cân bằng hiệu quả gặp khó khăn. Để giải quyết vấn đề xác định mức cung cấp hàng hóa công cộng thuần túy một cách có hiệu quả, nhà kinh tế học người Thụy Điển Erik Lindahl đã xây dựng một mô hình mô phỏng mô hình thị trường cho hàng hóa công cộng gọi là cân bằng Lindahl. Mô hình này xác định nhu cầu của mỗi cá nhân về một loại hàng hóa công cộng thuần túy tương ứng với mức thuế (chính là giá của hàng hóa công cộng) ấn định cho cá nhân đó, mức cung cấp hàng hóa công cộng thuần túy có hiệu quả là mức mà cầu của các cá nhân đều như nhau. Lưu ý rằng mức cầu của mỗi cá nhân tương ứng với những mức thuế khác nhau nên cân bằng Lindahl khác với cân bằng thị trường hàng hóa cá nhân khi mà ở đó cân bằng thị trường ở mức giá như nhau đối với mọi cá nhân.

Thế nhưng mô hình cân bằng Lindahl trong thực tế lại vấp phải vấn đề kẻ đi xe không trả tiền. Để xác định đúng mức cung cấp hàng hóa công cộng hiệu quả, các cá nhân phải thực hiện nguyên tắc nhất trí và tự nguyện đóng góp đồng thời phải bộc lộ một cách trung thực nhu cầu của mình về hàng hóa công cộng. Nếu một cá nhân biết được số tiền mà cá nhân khác sẵn sàng đóng góp để có hàng hóa công cộng thì người đó có thể bộc lộ nhu cầu của mình về hàng hóa công cộng cũng như số tiền sẵn sàng đóng góp ít hơn thực tế. Trong trường hợp cực đoan, nếu một người biết rằng việc mình có trả tiền hay không cũng không ảnh hưởng gì đến việc cung cấp hàng hóa công cộng thì anh ta sẽ không trả tiền - hiện tượng kẻ đi xe không trả tiền. Nếu có rất ít kẻ đi xe không trả tiền thì hàng hóa công cộng vẫn có thể được cung cấp một cách hiệu quả. Trong những cộng đồng nhỏ, khi mà mọi cá nhân biết rõ nhau nên việc che giấu nhu cầu về hàng hóa công cộng khó thực hiện thì dư luận, áp lực cộng đồng có thể buộc mọi người đóng góp đầy đủ để có hàng hóa công cộng. Ví dụ: một xóm có thể yêu cầu các hộ gia đình đóng góp để bê tông hóa con đường chung một cách khá dễ dàng. Tuy nhiên, trong cộng đồng lớn thì vấn đề trở nên rất phức tạp, không thể hoặc phải tốn chi phí rất lớn mới có thể loại trừ những kẻ đi xe không trả tiền. Đặc biệt nếu hàng hóa công cộng do tư nhân cung cấp thì họ không có công cụ, chế tài để buộc những người sử dụng trả tiền. Đây chính là nguyên nhân quan trọng khiến khu vực tư nhân không muốn cung cấp hàng hóa công cộng. Vì thế, chính phủ phải đóng vai trò cung cấp hàng hóa công cộng và thu các khoản đóng góp thông qua thuế.
Cùng với sự phát triển của công nghệ, tính chất không thể loại trừ ngày càng bị hạn chế. Hiện tượng đi xe không trả tiền, vì thế, có thể ngăn chặn dễ hơn. Ví dụ, nhờ sự phát triển của công nghệ truyền hình, ngày nay đài truyền hình có thể cung cấp dịch vụ qua đường cáp thuê bao, qua đầu thu có cài mã khóa, nên có thể ngăn chặn tốt những người không chịu mất tiền mà vẫn xem được truyền hình. Điều này giải thích tại sao, gần đây, tư nhân ngày càng tham gia nhiều hơn vào việc cung cấp hàng hóa công cộng.

### Tính không hiệu quả khi khu vực tư nhân cung cấp hàng hóa công cộng

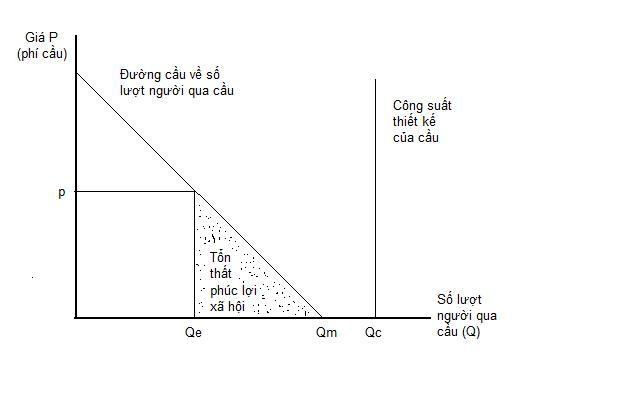
Cây cầu - một ví dụ về hàng hóa công cộng có thể loại trừ bằng giá nhưng điều đó là không được mong muốn

Đối với những hàng hóa công cộng có thể loại trừ bằng giá thì để ngăn chặn tình trạng tắc nghẽn, cần áp dụng việc thu phí để những người tiêu dùng có thể được hưởng đầy đủ lợi ích do hàng hóa công cộng mang lại. Tuy nhiên nếu mức phí quá cao (chẳng hạn do chi phí giao dịch để thực hiện cơ chế loại trừ lớn) thì số lượng người sử dụng có thể thấp hơn điểm gây tắc nghẽn quá nhiều dẫn đến tổn thất phúc lợi xã hội. Trong trường hợp khu vực tư nhân đứng ra cung cấp hàng hóa cộng cộng thì mức phí họ thu của người tiêu dùng sẽ khiến cho tổn thất phúc lợi xã hội xảy ra. Hình bên là đồ thị minh họa trường hợp một cây cầu có công suất thiết kế là Qc, trong khi nhu cầu đi lại tối đa qua đó chỉ là Qm. Nếu việc qua cầu miễn phí thì sẽ có Qm lượt người đi qua nhưng nếu thu phí ở mức p thì chỉ còn Qe lượt và xã hội bị tổn thất một lượng bằng diện tích hình tam giác bôi đậm. Do vậy, đối với hàng hóa công cộng mà chi phí biên để cung cấp bằng 0 hoặc không đáng kể thì hàng hóa đó nên được cung cấp miễn phí, kể cả khi nó có thể được loại trừ bằng giá.
Một nguyên nhân nữa khiến cho tư nhân cung cấp hàng hóa công cộng không hiệu quả là nó thường có xu hướng được cung cấp với số lượng ít. Một người có vườn bên đường được trồng hoa thì cả khu vực gần đó sẽ tăng vẻ mỹ quan cũng như nhiều người cùng được thưởng thức vẻ đẹp của hoa. Thế nhưng người trồng hoa sẽ cân đối thời gian, chi phí bỏ ra với nhu cầu thưởng thức vẻ đẹp của hoa của cá nhân mình chứ không tính đến nhu cầu của những người hàng xóm, chính vì vậy người đó nhiều khả năng sẽ trồng ít hoa đi.

### Hàng hóa công cộng có thể loại trừ nhưng với phí tổn rất lớn

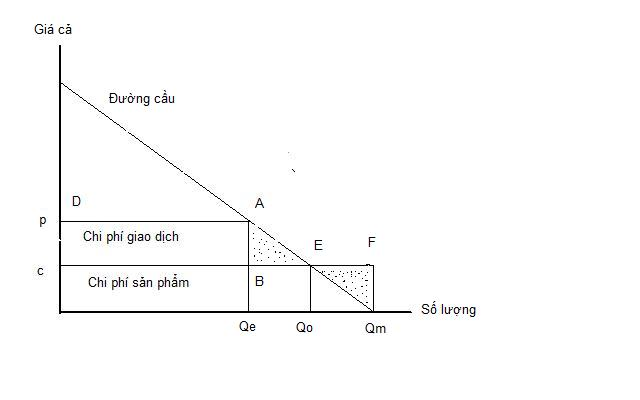
Hàng hóa công cộng có chi phí giao dịch lớn

Có những hàng hóa công cộng mà chi phí để duy trì hệ thống quản lý nhằm loại trừ bằng giá (gọi là chi phí giao dịch) rất tốn kém, ví dụ chi phí để duy trì hệ thống các trạm thu phí trên đường cao tốc,...thì có thể sẽ hiệu quả hơn nếu cung cấp nó miễn phí và tài trợ bằng thuế. Tuy vậy, để cân nhắc việc này cần so sánh tổn thất phúc lợi xã hội trong hai trường hợp. Đồ thị bên phải mô tả việc lựa chọn này. Giả sử hàng hóa công cộng có chi phí biên để sản xuất là c và do phát sinh thêm chi phí giao dịch nên giá của nó bị đẩy lên tới p. Mức cung cấp hàng hóa cộng cộng hiệu quả nhất là khi chi phí biên bằng lợi ích biên nghĩa là Qo. Tuy nhiên do giá bị đẩy lên p bởi chi phí giao dịch nên chỉ còn Qe người sử dụng hàng hóa, xã hội bị tổn thất một lượng phúc lợi bằng diện tích tam giác ABE. Thế nhưng nếu hàng hóa được cung cấp miễn phí thì sẽ có Qm người sử dụng chứ không phải Qo. Trong trường hợp này lợi ích biên (chính là đường cầu) nhỏ hơn chi phí biên c nên xã hội cũng bị tổn thất một lượng phúc lợi bằng diện tích hình tam giác EFQm do tiêu dùng quá mức. Trong trường hợp này chính phủ muốn quyết định xem nên cung cấp hàng hóa công cộng miễn phí hay thu phí cần phải so sánh tổn thất phúc lợi xã hội, nếu tổn thất do tiêu dùng quá mức nhỏ hơn tổn thất trong trường hợp tiêu dùng dưới mức hiệu quả thì cung cấp miễn phí và ngược lại. Tuy nhiên việc cung cấp hàng hóa cộng cộng miễn phí hay thu phí hoàn toàn không liên quan đến khu vực công cộng hay khu vực tư nhân sẽ sản xuất nó. Nếu chính phủ thấy rằng một hàng hóa công cộng nào đó cần được cung cấp miễn phí thì chính phủ hoàn toàn có thể đặt hàng khu vực tư nhân sản xuất rồi cung cấp nó.